# Spirobolus costatus
Spirobolus costatus är en mångfotingart som beskrevs av Koch 1865. Spirobolus costatus ingår i släktet Spirobolus och familjen Spirobolidae. Inga underarter finns listade i Catalogue of Life.